# Mikita Jurjevics Vajlupav
Mikita Jurjevics Vajlupav (belaruszul: Мікіта Юр’евіч Вайлупаў; Vicebszk, 1995. július 30. –) belarusz válogatott kézilabdázó, jobbszélső, a portugál SL Benfica játékosa.

## Pályafutása
Vajlupav szülővárosában, Vicebszkben kezdett kézilabdázni. 2014-ben igazolt az SZKA Minszk csapatához, amellyel ötször lett ezüstérmes a fehérorosz bajnokságban. Ő volt csapata egyik leggólerősebb játékosa, a bajnokságban: a 2016–2017-es szezonban 145 gólt szerzett, a 2017–2018-as szezonban 178-at, a 2018–2019-es szezonban pedig 214-et 32 mérkőzésen. Emellett csapatával az EHF-kupában is játszjatott minden évben. 2019-ben megnyerte a fehérorosz Kézilabdakupát, majd a bajnok Meskov Breszt játékosa lett.
A breszti csapattal szerepelhetett a SEHA-ligában is, és már a negyedik mérkőzésén 20 gólt szerzett egy meccsen, amivel megdöntötte a ligarekordot. A szezon végén bronzérmes lett a csapata, illetve SEHA-liga szezon gólkirálya lett 111 találattal. Életében először a fehérorosz bajnokságot is megnyerte, valamint a kupában is újabb sikert aratott. A szezonban bemutatkozhatott a Bajnokok Ligájában is. Emlékezetes mérkőzése volt a címvédő RK Vardar Szkopje elleni találkozó, ahol 12 gólt ért el, illetve a német bajnok THW Kiel elleni meglepetésgyőzelem alkalmával szerzett 11 találata. A következő szezonban újabb bajnoki és kupasikert ért el, a SEHA-ligában pedig bekerült az All-Star csapatba. A Bajnokok Ligája 2020–2021-es szezonjában csapata leggólerősebb játékosa volt, 93 góljával a góllövőlista második helyén végzett.
2022 nyarától a Telekom Veszprém KC játékosa. A 2023-as magyar bajnoki döntő utolsó mérkőzén 9 góljával csapat legeredményesebb játékosa volt, ezzel segítette csapatát bajnoki címhez. Három magyar bajnoki cím és egy klubvilágbajnoki győzelem után 2025-ben igazolt a portugál bajnoki bronzérmes SL Benfica csapatához.

## Sikerei, díjai
- Fehérorosz bajnokság győztese: 2020, 2021, 2022
- Fehérorosz kupa-győztes: 2019, 2020, 2021
- Magyar bajnokság győztese: 2023, 2024, 2025
- Magyar kézilabdakupa győztese: 2023, 2024
- SEHA-liga győztes: 2022
- SEHA-liga gólkirálya: 2020
- SEHA-liga All-Star csapat tagja: 2021, 2022